# Danske Kvindeforeningers Valgretsforbund

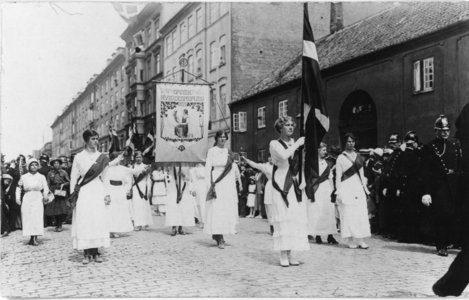
Demonstration för rösträtten i Danmark, 1915.

Danske Kvindeforeningers Valgretsforbund (DKV) var en dansk kvinnorättsorganisation, verksam mellan 1898 och 1915. Syftet var att verka för Kvinnlig rösträtt. Den grundades under namnet Danske Kvindeforeningers Valgsretsudvalg, men ändrade namnet till Danske Kvindeforeningers Valgretsforbund (DKV) år 1904.

## Historik
DKV grundades av Louise Nørlund med stöd av Line Luplau  för att verka för införandet av rösträtt för kvinnor.
Den fungerade som en paraplyorganisation för och en allians mellan Danmarks rösträttsföreningar, och samlade åtta föreningar vid sitt grundande, och 22 år 1904.
DKV blev Danmarks representant vid International Women Suffrage Alliance (IWSA) år 1904, och var då en av IWSA:s första 10 medlemmar. Två senare arrangerade den Third Conference of the International Woman Suffrage Alliance för IWSA i Köpenhamn. 
Johanne Münter fungerade som Danmarks representant i IWSA 1904-1909, och därefter Thora Daugaard fram till 1915, när danska kvinnor fick rösträtt. 
DKV:s ordförande Nørlund deltog i IWSA:s kongress i Berlin 1904, Second Conference of the International Woman Suffrage Alliance, och organiserade 3rd Conference of the International Woman Suffrage Alliance i Köpenhamn 1906.

## Ordförande
- Louise Nørlund, 1898-190
- Vibeke Salicath, 1907-1908
- Louise Nørlund, 1908-1909[3]
- Eline Hansen, 1909-1915